# Leonard Maltin
Leonard Maltin  est un critique de cinéma, écrivain, historien de l'animation et producteur américain né le 18 décembre 1950 à New York, New York (États-Unis). Il est l'auteur d'une encyclopédie du cinéma, régulièrement mise à jour depuis 1969.

## Biographie
Il a reçu un diplôme en journalisme à l'université de New York. Il a commencé à écrire à l'âge de quinze ans dans la revue Film Fan Monthly. Maltin est un animateur dans l'émission américaine Entertainment Tonight depuis les années 1980. Il est devenu le président de l'Association des critiques du cinéma de Los Angeles au milieu des années 1990. Maltin est actuellement chargé de cours sur le cinéma et la télévision à l'université du Sud de la Californie. En 2013, il reçoit un prix Inkpot.
De 2004 à 2010 il présente la collection Walt Disney Treasures.

## Filmographie
Comme scénariste
- 1988 : The Art of Disney Animation (TV)
- 1992 : The Making of 'The Quiet Man' (vidéo)
- 1992 : The Making of 'High Noon' (vidéo)
- 1993 : The Making of 'Sands of Iwo Jima' (vidéo)
- 1994 : Animation Favorites from the National Film Board of Canada (vidéo)
- 2001 : Songs of the Silly Symphonies (vidéo)
- 2001 : Silly Symphonies Souvenirs (vidéo)
- 2001 : Mickey Mouse in Living Color (vidéo)
- 2001 : The Davy Crockett Craze (vidéo)
- 2001 : A Conversation with Fess Parker (vidéo)
- 2002 : Studio Tour (vidéo)
- 2002 : Pinto Colvig: The Man Behind 'The Goof' (vidéo)
- 2002 : Frank and Ollie... and Mickey (vidéo)
- 2002 : A Conversation with Bill Farmer (vidéo)
- 2002 : Behind the Boards On Baby Weems: A Conversation with Joe Grant (vidéo)
- 2004 : The Voice Behind the Mouse (vidéo)
- 2004 : The Optimistic Futurist (vidéo)
- 2004 : Mickey's Cartoon Comeback (vidéo)
- 2004 : Marty Sklar, Walt, and EPCOT (vidéo)
- 2004 : The Man Behind the Duck (vidéo)
- 2004 : A Conversation with Roy Disney (vidéo)
- 2004 : A Conversation with John Hench (vidéo)
- 2004 : A Conversation with Joe Grant (vidéo)

Comme producteur
- 1984 : Going Hollywood: The '30s
- 1992 : The Making of 'The Quiet Man' (vidéo)
- 1992 : The Making of 'High Noon' (vidéo)
- 2001 : Songs of the Silly Symphonies (vidéo)
- 2001 : Silly Symphonies Souvenirs (vidéo)
- 2001 : Mickey Mouse in Living Color (vidéo)
- 2001 : The Davy Crockett Craze (vidéo)
- 2001 : A Conversation with Fess Parker (vidéo)
- 2002 : Studio Tour (vidéo)
- 2002 : Pinto Colvig: The Man Behind 'The Goof' (vidéo)
- 2002 : Frank and Ollie... and Mickey (vidéo)
- 2002 : The Essential Goof (vidéo)
- 2002 : A Conversation with Bill Farmer (vidéo)
- 2002 : Behind the Boards On Baby Weems: A Conversation with Joe Grant (vidéo)
- 2004 : The Voice Behind the Mouse (vidéo)
- 2004 : The Optimistic Futurist (vidéo)
- 2004 : Marty Sklar, Walt, and EPCOT (vidéo)
- 2004 : The Man Behind the Duck (vidéo)
- 2004 : A Conversation with Roy Disney (vidéo)
- 2004 : A Conversation with John Hench (vidéo)
- 2004 : A Conversation with Joe Grant (vidéo)

Comme acteur
- 1990 : Gremlins 2 : La Nouvelle Génération : lui-même
- 1995 : Forgotten Silver : lui-même
- 1999 : Classic Comedy Shorts with Leonard Maltin (série télévisée) : Host